# يو إف سي 315
يو إف سي 315: محمد ضد ديلا مادالينا (بالإنجليزية: UFC 315: Muhammad vs. Della Maddalena) هو حدث لفنون القتال المختلطة نظّمته يو إف سي، وأُقيم في 10 مايو 2025، على مركز بيل في مونتريال، كيبك، كندا.

## الخلفية
سيمثل هذا الحدث الزيارة الثامنة للترويج إلى مونتريال والأولى منذ حدث يو إف سي 186 في أبريل 2015.
من المتوقع أن يتصدر هذا الحدث نزال على لقب بطولة يو إف سي لوزن الوسط بين البطل الحالي بلال محمد وجاك ديلا مادالينا.

## بطاقة القتال
1. ↑  على لقب بطولة يو إف سي لوزن الوسط.
2. ↑  على لقب بطولة يو إف سي لوزن الذبابة للسيدات.

## الجوائز الإضافية
حصل المقاتلون التاليون على مكافآت بقيمة 50 ألف دولار.
- قتال الليلة: جاك ديلا مادالينا ضد بلال محمد
- أداء الليلة: ياسمين جاسودافيشيوس ومارك أندريه باريولت